# 2006-os sebringi 12 órás verseny
A Sebringi 12 órás autóverseny 2006. március 18-án, 54. alkalommal került megrendezésre.

## Végeredmény
|            | Kategória | #   | Csapat                                      | Versenyzők                                          | Modell                          | Gumi | Körök |
| Motor      | Kategória | #   | Csapat                                      | Versenyzők                                          |                                 | Gumi | Körök |
| ---------- | --------- | --- | ------------------------------------------- | --------------------------------------------------- | ------------------------------- | ---- | ----- |
| 1          | LMP1      | 2   | Audi Sport North America                    | Rinaldo Capello Allan McNish Tom Kristensen         | Audi R10                        | M    | 349   |
| 1          | LMP1      | 2   | Audi Sport North America                    | Rinaldo Capello Allan McNish Tom Kristensen         | Audi TDI 5.5L Turbo V12 (Dízel) | M    | 349   |
| 2          | LMP2      | 37  | Intersport Racing                           | Jon Field Clint Field Liz Halliday                  | Lola B05/40                     | G    | 345   |
| 2          | LMP2      | 37  | Intersport Racing                           | Jon Field Clint Field Liz Halliday                  | AER P07 2.0L Turbo I4           | G    | 345   |
| 3          | GT1       | 4   | Corvette Racing                             | Oliver Gavin Olivier Beretta Jan Magnussen          | Chevrolet Corvette C6.R         | M    | 338   |
| 3          | GT1       | 4   | Corvette Racing                             | Oliver Gavin Olivier Beretta Jan Magnussen          | Chevrolet LS7r 7.0L V8          | M    | 338   |
| 4          | GT1       | 009 | Aston Martin Racing                         | Stéphane Sarrazin Pedro Lamy Jason Bright           | Aston Martin DBR9               | P    | 337   |
| 4          | GT1       | 009 | Aston Martin Racing                         | Stéphane Sarrazin Pedro Lamy Jason Bright           | Aston Martin 6.0L V12           | P    | 337   |
| 5          | LMP1      | 16  | Dyson Racing                                | James Weaver Butch Leitzinger Andy Wallace          | Lola B06/10                     | M    | 336   |
| 5          | LMP1      | 16  | Dyson Racing                                | James Weaver Butch Leitzinger Andy Wallace          | AER P32T 3.6L Turbo V8          | M    | 336   |
| 6          | GT1       | 007 | Aston Martin Racing                         | Darren Turner Tomáš Enge Nicolas Kiesa              | Aston Martin DBR9               | P    | 324   |
| 6          | GT1       | 007 | Aston Martin Racing                         | Darren Turner Tomáš Enge Nicolas Kiesa              | Aston Martin 6.0L V12           | P    | 324   |
| 7          | GT1       | 3   | Corvette Racing                             | Ron Fellows Johnny O'Connell Max Papis              | Chevrolet Corvette C6.R         | M    | 324   |
| 7          | GT1       | 3   | Corvette Racing                             | Ron Fellows Johnny O'Connell Max Papis              | Chevrolet LS7r 7.0L V8          | M    | 324   |
| 8 Kiesett  | LMP2      | 6   | Team Penske                                 | Lucas Luhr Sascha Maassen Emmanuel Collard          | Porsche RS Spyder               | M    | 323   |
| 8 Kiesett  | LMP2      | 6   | Team Penske                                 | Lucas Luhr Sascha Maassen Emmanuel Collard          | Porsche MR6 3.4L V8             | M    | 323   |
| 9          | GT2       | 50  | Multimatic Motorsports Team Panoz           | David Brabham Scott Maxwell Sébastien Bourdais      | Panoz Esperante GT-LM           | P    | 320   |
| 9          | GT2       | 50  | Multimatic Motorsports Team Panoz           | David Brabham Scott Maxwell Sébastien Bourdais      | Ford (Élan) 5.0L V8             | P    | 320   |
| 10         | GT2       | 45  | Flying Lizard Motorsports                   | Marc Lieb Johannes van Overbeek Jon Fogarty         | Porsche 911 GT3-RSR             | M    | 320   |
| 10         | GT2       | 45  | Flying Lizard Motorsports                   | Marc Lieb Johannes van Overbeek Jon Fogarty         | Porsche 3.6L Flat-6             | M    | 320   |
| 11         | GT2       | 62  | Risi Competizione                           | Ralf Kelleners Jaime Melo Anthony Lazzaro           | Ferrari F430GT                  | M    | 320   |
| 11         | GT2       | 62  | Risi Competizione                           | Ralf Kelleners Jaime Melo Anthony Lazzaro           | Ferrari 4.0L V8                 | M    | 320   |
| 12         | LMP2      | 41  | Binnie Motorsports                          | William Binnie Allen Timpany Rick Sutherland        | Lola B05/42                     | M    | 317   |
| 12         | LMP2      | 41  | Binnie Motorsports                          | William Binnie Allen Timpany Rick Sutherland        | Zytek ZG348 3.4L V8             | M    | 317   |
| 13         | GT2       | 44  | Flying Lizard Motorsports                   | Darren Law Seth Neiman Lonnie Pechnik               | Porsche 911 GT3-RSR             | M    | 315   |
| 13         | GT2       | 44  | Flying Lizard Motorsports                   | Darren Law Seth Neiman Lonnie Pechnik               | Porsche 3.6L Flat-6             | M    | 315   |
| 14         | GT2       | 80  | Team LNT                                    | Richard Dean Lawrence Tomlinson Tom Kimber-Smith    | Panoz Esperante GT-LM           | P    | 312   |
| 14         | GT2       | 80  | Team LNT                                    | Richard Dean Lawrence Tomlinson Tom Kimber-Smith    | Ford (Élan) 5.0L V8             | P    | 312   |
| 15         | GT2       | 23  | Alex Job Racing                             | Mike Rockenfeller Klaus Graf Graham Rahal           | Porsche 911 GT3-RSR             | M    | 311   |
| 15         | GT2       | 23  | Alex Job Racing                             | Mike Rockenfeller Klaus Graf Graham Rahal           | Porsche 3.6L Flat-6             | M    | 311   |
| 16         | LMP2      | 33  | Barazi-Epsilon                              | Michael Vergers Juan Barazi Elton Julian            | Courage C65                     | M    | 293   |
| 16         | LMP2      | 33  | Barazi-Epsilon                              | Michael Vergers Juan Barazi Elton Julian            | AER P07 2.0L Turbo I4           | M    | 293   |
| 17         | GT2       | 31  | Petersen Motorsports White Lightning Racing | Jörg Bergmeister Tim Bergmeister Niclas Jönsson     | Porsche 911 GT3-RSR             | M    | 292   |
| 17         | GT2       | 31  | Petersen Motorsports White Lightning Racing | Jörg Bergmeister Tim Bergmeister Niclas Jönsson     | Porsche 3.6L Flat-6             | M    | 292   |
| 18         | GT2       | 86  | Spyker Squadron b.v.                        | Jeroen Bleekemolen Mike Hezemans                    | Spyker C8 Spyder GT2-R          | M    | 281   |
| 18         | GT2       | 86  | Spyker Squadron b.v.                        | Jeroen Bleekemolen Mike Hezemans                    | Audi 3.8L V8                    | M    | 281   |
| 19         | GT1       | 25  | Konrad Motorsport                           | Terry Borcheller Jean-Philippe Belloc Tom Weickardt | Saleen S7-R                     | P    | 275   |
| 19         | GT1       | 25  | Konrad Motorsport                           | Terry Borcheller Jean-Philippe Belloc Tom Weickardt | Ford 7.0L V8                    | P    | 275   |
| 20 Kiesett | GT2       | 79  | J-3 Racing                                  | Tim Sugden Wolf Henzler Jim Matthews                | Porsche 911 GT3-RSR             | Y    | 267   |
| 20 Kiesett | GT2       | 79  | J-3 Racing                                  | Tim Sugden Wolf Henzler Jim Matthews                | Porsche 3.6L Flat-6             | Y    | 267   |
| 21 Kiesett | GT2       | 78  | J-3 Racing                                  | Spencer Pumpelly Jep Thorton Mark Patterson         | Porsche 911 GT3-RSR             | Y    | 263   |
| 21 Kiesett | GT2       | 78  | J-3 Racing                                  | Spencer Pumpelly Jep Thorton Mark Patterson         | Porsche 3.6L Flat-6             | Y    | 263   |
| 22 Kiesett | LMP2      | 8   | B-K Motorsports                             | Guy Cosmo James Bach Raphael Matos                  | Courage C65                     | G    | 262   |
| 22 Kiesett | LMP2      | 8   | B-K Motorsports                             | Guy Cosmo James Bach Raphael Matos                  | Mazda R20B 2.0L 3-rotor         | G    | 262   |
| 23         | GT2       | 85  | Spyker Squadron b.v.                        | Donny Crevels Peter Kox                             | Spyker C8 Spyder GT-2           | M    | 248   |
| 23         | GT2       | 85  | Spyker Squadron b.v.                        | Donny Crevels Peter Kox                             | Audi 3.8L V8                    | M    | 248   |
| 24 Kiesett | GT2       | 55  | Farnbacher Loles Racing                     | Dominik Farnbacher Piere Ehret Lars-Erik Nielsen    | Porsche 911 GT3-RSR             | Y    | 198   |
| 24 Kiesett | GT2       | 55  | Farnbacher Loles Racing                     | Dominik Farnbacher Piere Ehret Lars-Erik Nielsen    | Porsche 3.6L Flat-6             | Y    | 198   |
| 25 Kiesett | GT2       | 21  | BMW Team PTG                                | Bill Auberlen Joey Hand Ian James                   | BMW M3 GTR                      | Y    | 197   |
| 25 Kiesett | GT2       | 21  | BMW Team PTG                                | Bill Auberlen Joey Hand Ian James                   | BMW 3.2L I6                     | Y    | 197   |
| 26 Kiesett | LMP2      | 7   | Team Penske                                 | Timo Bernhard Romain Dumas Patrick Long             | Porsche RS Spyder               | M    | 193   |
| 26 Kiesett | LMP2      | 7   | Team Penske                                 | Timo Bernhard Romain Dumas Patrick Long             | Porsche MR6 3.4L V8             | M    | 193   |
| 27 Kiesett | LMP1      | 20  | Dyson Racing                                | Guy Smith Chris Dyson                               | Lola B06/10                     | M    | 173   |
| 27 Kiesett | LMP1      | 20  | Dyson Racing                                | Guy Smith Chris Dyson                               | AER P32T 3.6L Turbo V8          | M    | 173   |
| 28 NC      | GT2       | 56  | Vonka Racing                                | Jan Vonka Mauro Casadei Bo McCormick                | Porsche 911 GT3-RS              | D    | 130   |
| 28 NC      | GT2       | 56  | Vonka Racing                                | Jan Vonka Mauro Casadei Bo McCormick                | Porsche 3.6L Flat-6             | D    | 130   |
| 29 Kiesett | LMP1      | 9   | Highcroft Racing                            | Duncan Dayton Gregor Fisken Richard Knoop           | MG-Lola EX257                   | D    | 128   |
| 29 Kiesett | LMP1      | 9   | Highcroft Racing                            | Duncan Dayton Gregor Fisken Richard Knoop           | AER P07 2.0L Turbo I4           | D    | 128   |
| 30 Kiesett | GT2       | 22  | BMW Team PTG                                | Justin Marks Bryan Sellers Martin Jensen            | BMW M3 GTR                      | Y    | 124   |
| 30 Kiesett | GT2       | 22  | BMW Team PTG                                | Justin Marks Bryan Sellers Martin Jensen            | BMW 3.4L I6                     | Y    | 124   |
| 31 Kiesett | LMP1      | 12  | Autocon Motorsports                         | Michael Lewis Chris McMurry Bryan Willman           | MG-Lola EX257                   | D    | 121   |
| 31 Kiesett | LMP1      | 12  | Autocon Motorsports                         | Michael Lewis Chris McMurry Bryan Willman           | AER P07 2.0L Turbo I4           | D    | 121   |
| 32 Kiesett | LMP1      | 1   | Audi Sport North America                    | Frank Biela Marco Werner Emanuele Pirro             | Audi R10                        | M    | 117   |
| 32 Kiesett | LMP1      | 1   | Audi Sport North America                    | Frank Biela Marco Werner Emanuele Pirro             | Audi TDI 5.5L Turbo V12 (Dízel) | M    | 117   |
| 33 Kiesett | GT2       | 51  | Multimatic Motorsports Team Panoz           | Gunnar Jeanette Tom Milner Bruno Junqueira          | Panoz Esperante GT-LM           | P    | 71    |
| 33 Kiesett | GT2       | 51  | Multimatic Motorsports Team Panoz           | Gunnar Jeanette Tom Milner Bruno Junqueira          | Ford (Élan) 5.0L V8             | P    | 71    |
| 34 Kiesett | GT1       | 26  | Konrad Motorsport                           | Fabio Babini Paolo Ruberti Jamie Davies             | Saleen S7-R                     | P    | 66    |
| 34 Kiesett | GT1       | 26  | Konrad Motorsport                           | Fabio Babini Paolo Ruberti Jamie Davies             | Ford 7.0L V8                    | P    | 66    |
| 35 Kiesett | LMP2      | 10  | Miracle Motorsports                         | Andy Lally James Gue                                | Courage C65                     | K    | 62    |
| 35 Kiesett | LMP2      | 10  | Miracle Motorsports                         | Andy Lally James Gue                                | AER P07 2.0L Turbo I4           | K    | 62    |

- Pole Pozíció - #2 Audi Sport North America - 1:45.828
- Leggyorsabb Kör - #2 Audi Sport North America - 1:48.373
- Táv - 1291.3 mérföld
- Átlag sebesség - 107.319 mph